# Ethan Gold

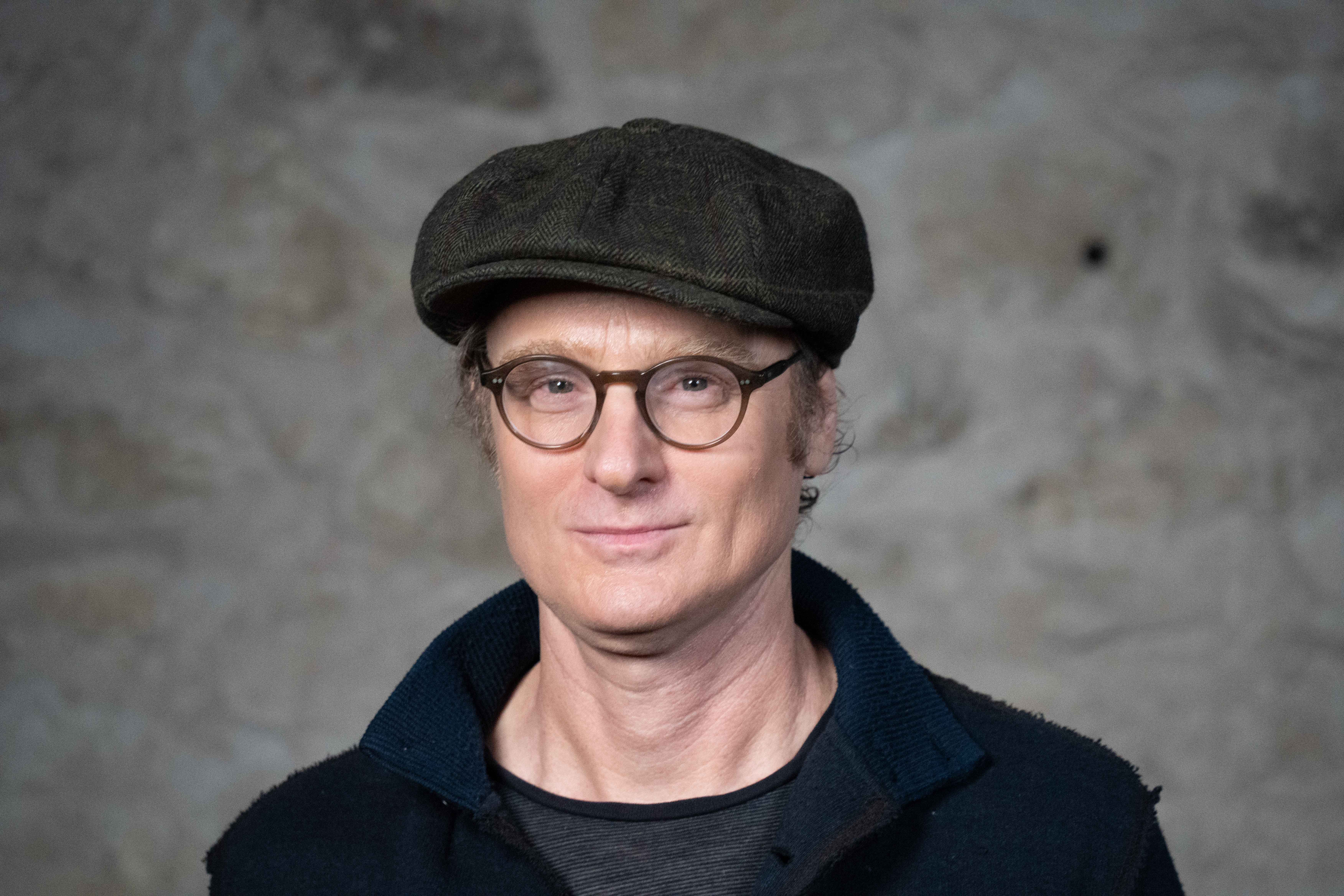
Ethan Gold (SXSW 2025)

Ethan Gold (* 3. September 1970 in San Francisco, Kalifornien) ist ein US-amerikanischer Musiker und Filmkomponist.

## Leben
Ethan Gold wurde 1970 als Sohn des Schriftstellers Herbert Gold und dessen zweiter Ehefrau Melissa Gold (geborene Dilworth) in San Francisco geboren. Sein Zwillingsbruder ist der Filmemacher Ari Gold. Außerdem hat er eine Schwester und aus der ersten Ehe seines Vaters zwei weitere Halbschwestern. Er wuchs zunächst im San Franciscoer Stadtteil Cow Hollow auf. Seine Eltern trennten sich 1973, zwei Jahre später wurde die Ehe geschieden. Seine Mutter starb Ende Oktober 1991 zusammen mit ihrem Freund Bill Graham bei einem Helikopter-Absturz im kalifornischen Vallejo. Sein Studium der Sozialwissenschaften an der Harvard University schloss Gold magna cum laude ab.
Gemeinsam mit seinem Bruder produzierte er ab Mitte der 1990er Jahre mehrere Kurzfilme, wobei er vor allem für die musikalische Untermalung der Filme verantwortlich zeichnete. 2000 produzierte sein Bruder den vom Unfalltod ihrer Mutter inspirierten Kurzfilm Helicopter, für den Ethan Gold ebenfalls den Filmscore lieferte. 2010 komponierte er den Soundtrack zur Filmkomödie Adventures of Power, dem Spielfilm-Debüt seines Bruders.
2011 veröffentlichte Ethan Gold sein eigentliches Debüt-Album Songs From A Toxic Apartment, dessen Titel auf Golds damalige Wohnsituation anspielt. 2018 komponierte er den Soundtrack für das von seinem Bruder gedrehte Filmdrama The Song of Sway Lake. Im gleichen Jahr veröffentlichte er mit Live Undead Bedroom Closet Covers ein Album mit Coverversionen von ihn prägenden Liedern von Musikern wie den Talking Heads, Tom Petty, New Order, Nirvana, Bauhaus und Devo. 2019 erschien sein Soundtrack zum Blumhouse-Horrorthriller Don’t Let Go. Für den 2025 von seinem Bruder inszenierten Film Brother Verses Brother schrieb Ethan Gold am Drehbuch mit und komponierte auch die Filmmusik.
Daneben war Gold in verschiedenen Funktionen an anderen musikalischen Veröffentlichungen beteiligt. Für Elvis Perkins produzierte und arrangierte er dessen Debüt-Album Ash Wednesday (2007). 
Gemeinsam mit seinem Zwillingsbruder Ari Gold tritt er als Duo The Brothers Gold auf.

## Filmografie
Soundtracks
- 2001: Helicopter (Kurzfilm-Score, unveröffentlicht)
- 2010: Adventures of Power (Original Motion Picture Soundtrack)
- 2018: The Song of Sway Lake (Original Motion Picture Soundtrack)
- 2019: Don’t Let Go (Original Motion Picture Soundtrack)
- 2025: Brother Verses Brother

Drehbuch
- 2025: Brother Verses Brother

## Diskografie
Studio-Alben
- 2011: Songs From A Toxic Apartment (Self-Release, Re-Release auf Gold Records 2017)
- 2018: Live Undead Bedroom Closet Covers (Gold Records)
- 2018: Expanses (Teenage Synthstrumentals) (Electrik Gold)
- 2021: Earth City: The Longing (Electrik Gold)